# The Dynasty: Roc La Familia
The Dynasty: Roc La Familia è il quinto album del rapper statunitense Jay-Z, pubblicato nel 2000 da Roc-A-Fella Records e Def Jam. Diviene il ventesimo album R&B/Hip-Hop più venduto nel decennio 2000-2010 secondo Billboard.

## Descrizione e accoglienza
| Recensione                    | Giudizio   |
| ----------------------------- | ---------- |
| AllMusic                      |            |
| Robert Christgau              | B+         |
| Entertainment Weekly          | B+         |
| RapReviews                    |            |
| Rolling Stone                 |            |
| Encyclopedia of Popular Music |            |
| NME                           |            |
| The A.V. Club                 | favorevole |

Nato come una compilation della Roc-A-Fella, l'album è una vetrina per diversi artisti della label quali Memphis Bleek, Beanie Sigel, Amil e Freeway. Successivamente, a fini commerciali, diviene ufficialmente un album di Jay-Z, mantenendo lo spazio per gli artisti della Roc-A-Fella e presentando Snoop Dogg, Scarface e R. Kelly come unici ospiti. Per i beats, Jay-Z rinuncia ai collaboratori di lunga data come DJ Premier, Timbaland e Swizz Beatz, concedendo la produzione del suo quinto lavoro a beatmaker emergenti che avrebbero mutato la scena musicale hip hop degli anni duemila: Bink!, The Neptunes, Just Blaze e Kanye West.
L'album ottiene consensi da parte della critica e vende oltre due milioni e mezzo di copie.

## Tracce
1. Intro – 3:10 – Just Blaze
2. Change the Game (feat. Beanie Sigel & Memphis Bleek) – 3:07 – Rick Rock
3. I Just Wanna Love U (Give It 2 Me) – 3:47 – The Neptunes
4. Streets Is Talking (feat. Beanie Sigel) – 4:44 – Just Blaze
5. This Can't Be Life (feat. Beanie Sigel & Scarface) – 4:48 – West
6. Get Your Mind Right Mami (feat. Memphis Bleek & Snoop Dogg) – 4:22 – Rick Rock
7. Stick 2 the Script (feat. Beanie Sigel) – 4:08 – Just Blaze
8. You, Me, Him and Her (feat. Dynasty) – 3:44 – Bink
9. Guilty Until Proven Innocent (featuring R. Kelly) – 4:55 – Rockwilder
10. Parking Lot Pimpin' (feat. Beanie Sigel & Memphis Bleek) – 4:15 – Rick Rock
11. Holla (Memphis Bleek) – 3:32 – B-High, Memphis Bleek
12. 1-900-Hustler (feat. Beanie Sigel, Memphis Bleek & Freeway) – 3:50 – Bink
13. The R.O.C. (Beanie Sigel & Memphis Bleek) – 4:06 – Just Blaze
14. Soon You'll Understand – 4:35 – Just Blaze
15. Squeeze 1st – 3:49 – Rick Rock
16. Where Have You Been (feat. Beanie Sigel) – 5:33 – T.T.

## Classifiche settimanali
| Classifica (2000)         | Posizione massima |
| ------------------------- | ----------------- |
| Canada                    | 5                 |
| Germania                  | 98                |
| Regno Unito               | 86                |
| Stati Uniti               | 1                 |
| US Top R&B/Hip-Hop Albums | 1                 |
| Svizzera                  | 89                |